# مقاطعة لين (ميزوري)
مقاطعة لين (بالإنجليزية: Linn County)‏ هي إحدى المقاطعات في ولاية ميزوري في الولايات المتحدة الأمريكية.